# رادبروخ
رادبروخ (به آلمانی: Radbruch) یک شهر در آلمان است که در لونبورگ واقع شده‌است. رادبروخ ۱٬۸۶۴ نفر جمعیت دارد.